# Jean Blocquaux

Paul René Jean Blocquaux (1907-1959), né le 26 mai 1907 à Novion-Porcien (Ardennes) et décédé le 28 mars 1959 à Charleville (Ardennes) est un fonctionnaire et un homme politique français, député des Ardennes de 1946 à 1951.

## Biographie
Jean Blocquaux est né le 26 mai 1907 à Novion-Porcien  (Ardennes), où son père  exerçait comme huissier. Élevé dans la tradition catholique, il effectue des études universitaires de droit et obtient une licence en droit, puis le diplôme d'études supérieures de droit privé et d'économie politique. En 1927, il entre comme surnuméraire à l'administration de l'enregistrement.  Il obtient ensuite les grades de receveur-contrôleur en 1932, puis d’inspecteur en 1936.
Dans les mêmes années 1930, il épouse Thérèse Stevenin dont il aura six enfants.
La seconde guerre mondiale éclate. Jean Blocquaux est mobilisé et sert comme lieutenant au 348e régiment d'infanterie.  Il est blessé et fait prisonnier. Rapatrié en avril 1941, il entre dans la Résistance.  En 1944, il devient lieutenant au sein des FFI, assurant le commandement pour les cantons de  Signy-l’Abbaye, Chaumont-Porcien et Novion-Porcien.
Après la Libération, Jean Blocquaux, conseiller municipal de Charleville, est l'un des fondateurs du Mouvement républicain populaire (MRP) dans les Ardennes, avec, notamment, René Penoy. Ce mouvement politique, prolongeant les mouvements démocrate-chrétiens de l’entre-deux-guerres,  se veut à la fois républicain, social et chrétien. C’est aussi, jusqu’à la formation du Rassemblement du peuple français (RPF) en 1947, le mouvement le plus proche du Général de Gaulle.  Jean Blocquaux continue par ailleurs à progresser au sein de son administration en devenant en 1946  inspecteur principal de l'enregistrement.  
Le MRP obtient en juin 1946, pour la deuxième assemblée nationale constituante, le tiers des mandats de députés au niveau national, devenant le premier parti de France, et un élu dans les Ardennes, René Penoy. En novembre de la même année 1946, Jean Blocquaux, à nouveau en deuxième position sur la liste MRP dans les Ardennes,  derrière René Penoy, est élu, alors qu'au niveau national le MRP est en retrait. 
Durant son mandat, Jean Blocquaux participe à plusieurs commissions parlementaires,  dont la commission des finances. Il intervient assez fréquemment dans les débats et dépose 27 textes  au total durant cette première législature de la IVe République : rapports de commissions, propositions de loi, etc..  Il est notamment, à plusieurs reprises, rapporteur des dispositions sur les comptes spéciaux du Trésor. Les souplesses offertes par ces comptes spéciaux, créés à l’origine pour retracer de simples mouvements de fonds provisoires, favorisent leur large utilisation, environ 400 comptes en 1947. Il s’emploie à ce que leur nombre diminue (98 pour 1949), et à renforcer le  contrôle parlementaire sur l’origine des montants et leur affectation.
Jean Blocquaux vote pour l'élection de Léon Blum comme Président du gouvernement provisoire, le 12 décembre 1946, succédant au MRP Georges Bidault, et pour le statut de 1947 pour l'Algérie. En 1947, toujours, il soutient Paul Ramadier lorsque celui-ci décide de se séparer des  ministres communistes.
Aux élections législatives du 17 juin 1951, Jean Blocquaux figure à nouveau sur la liste présentée par le MRP, dans les Ardennes, et en deuxième position. Il n’est pas réélu, obtenant 19 699 voix sur 123 274 suffrages exprimés. 
Il revient au sein de son administration et termine sa carrière comme trésorier-payeur général de la Meuse (1951).
Il reste, en revanche, jusqu'en 1959, conseiller municipal de Charleville, sur une liste d'entente regroupant socialistes, MRP et radicaux. Il se montre réservé sur l’avènement de la Ve République. Aux municipales des 8 et 15 mars 1959, il fait partie à nouveau d’une  liste d'union constituée avec les socialistes, les radicaux, d'anciens RPF et des membres du MRP, contre l’UNR et les communistes.
Il est décédé à Charleville le 28 mars 1959.
Jean Blocquaux  a reçu la Croix de guerre 1939-1945, la Rosette de la Résistance, et a été fait chevalier de la Légion d'honneur.

### Source sur le web
- « Jean Blocquaux », sur le site www.assemblee-nationale.fr de l’Assemblée nationale.
- « Un grand de la résistance ardennaise vient de disparaître », sur le site ardennetiensferme.